# Luthulenchelys heemstraorum
Luthulenchelys heemstraorum – gatunek morskiej ryby węgorzokształtnej z rodziny żmijakowatych (Ophichthidae). Reprezentuje monotypowy rodzaj Luthulenchelys. Został opisany naukowo przez Johna McCoskera w 2007 na podstawie jedynego znanego osobnika, złowionego w zachodnim Oceanie Spokojnym w pobliżu Durban w Afryce Południowej, na głębokości 450–460 m. Holotyp miał 47,2 cm długości całkowitej (TL). L. heemstraorum charakteryzuje się ekstremalnie długim ciałem, długim ogonem i wydłużonymi płetwami piersiowymi.